# Styr & ställ

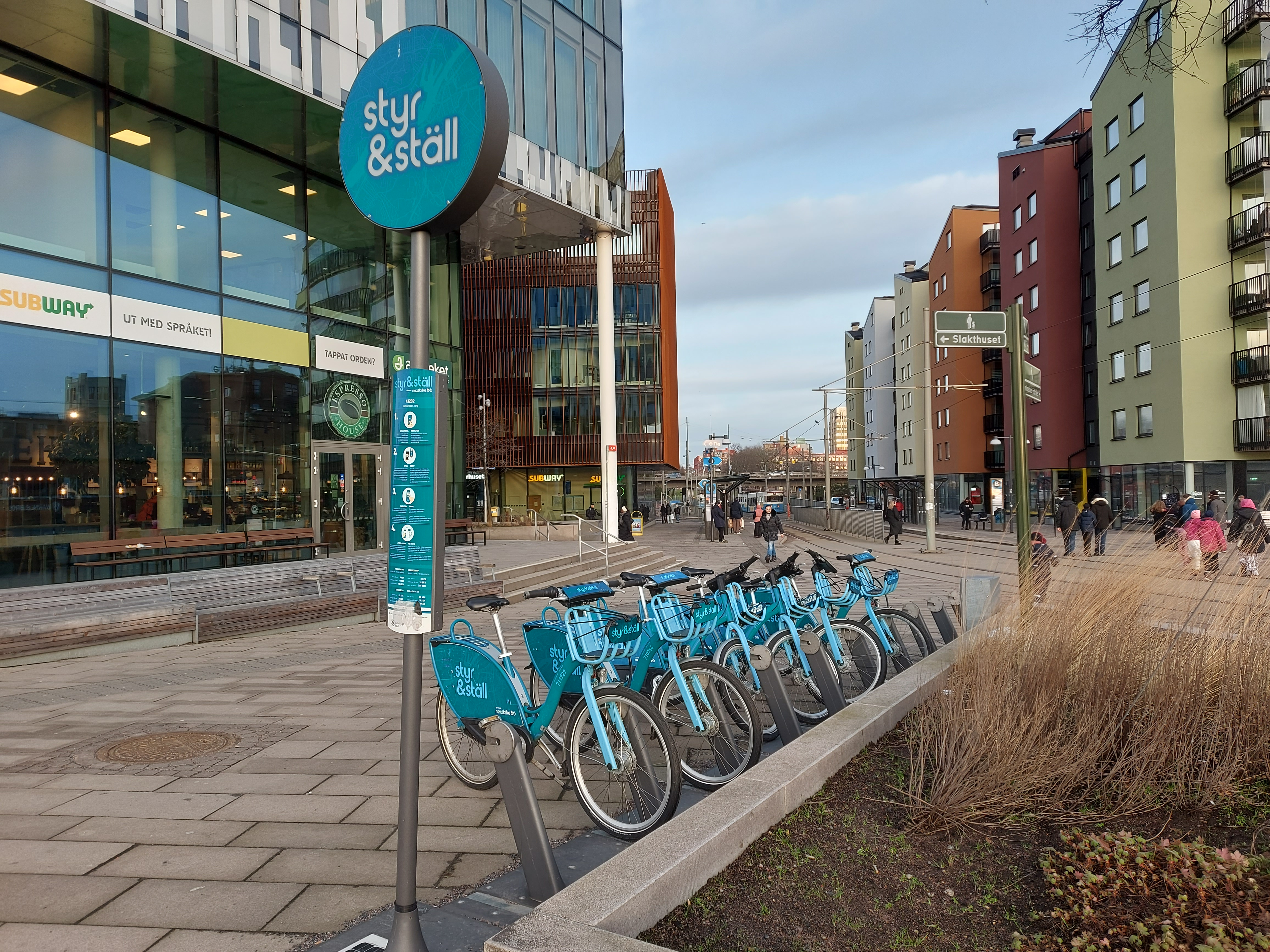
Cyklar vid Styr & ställ-stationen på Gamlestads torg.

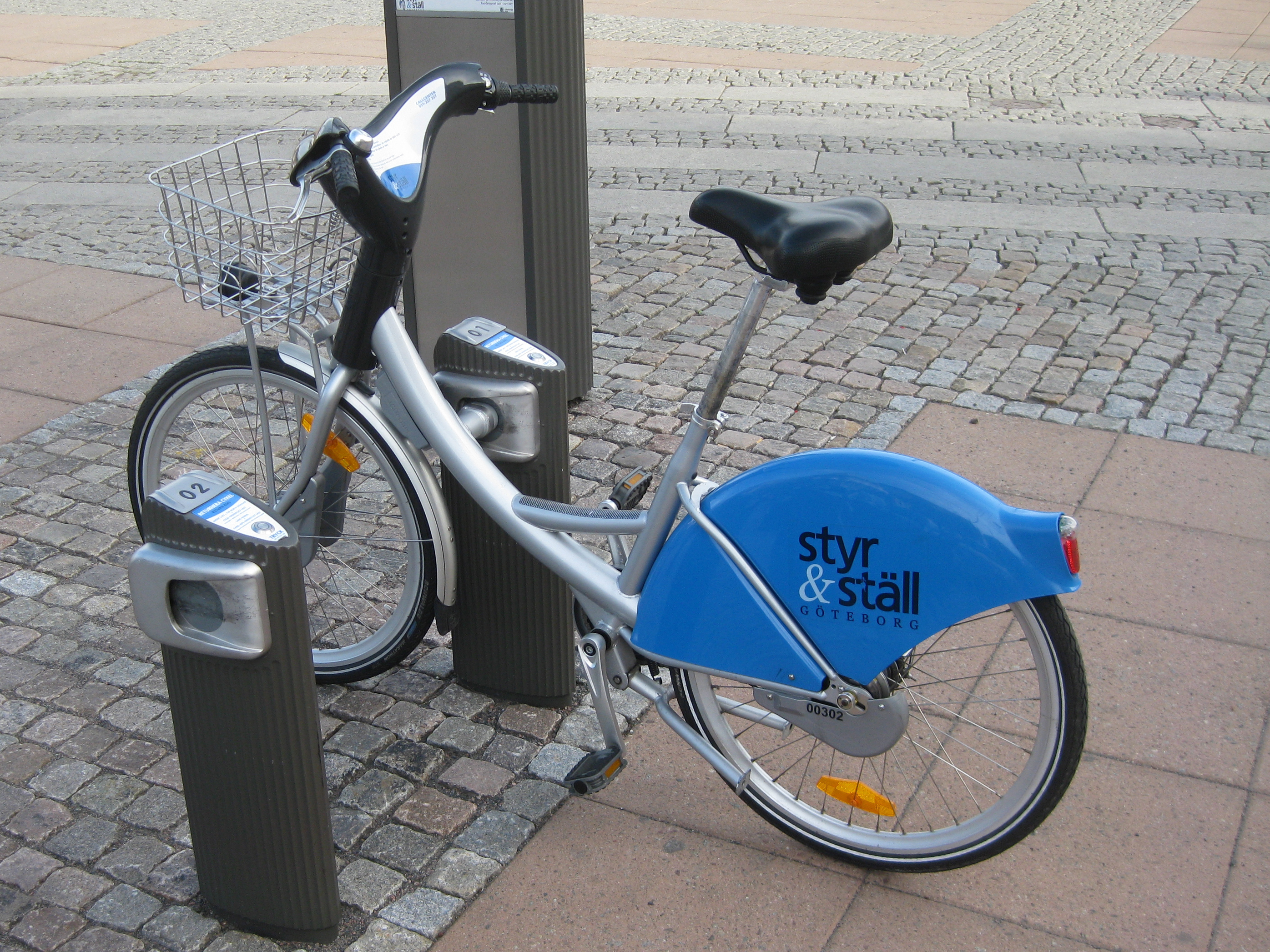
Tidigare Styr & ställ-cykel som utgjorde del av systemet som mellan 2010 och 2020 förvaltades av JCDecaux.

Styr & ställ är ett system för uthyrning av cyklar i Göteborg och Mölndal. Systemet invigdes 10 augusti 2010 och riktar sig både till turister och boende i staden. Det finns idag 140 stationer och sammanlagt 1 750 cyklar som är tillgängliga året runt.
Med ett abonnemang kan man hyra en cykel på någon av alla Styr & ställstationer och lämna tillbaka cykeln vid en station, alternativt lämnas på en annan plats i området mot en avgift. Cyklarna lånas med hjälp av en mobilapplikation. Systemet drivs av Tier Mobility på uppdrag av Göteborgs- och Mölndals kommuner.

## Historia

### 2010
I maj 2010 bjöds göteborgarna in till en tävling för att namnge hela projektet. Tävlingen pågick mellan 10 och 23 maj och den 18 juni presenterades vinnaren. Av över 300 förslag var det arkitektstudenten Ola Ederborns Styr & ställ som vann tävlingen, och han belönades med ett årskort för både 2010 och 2011.
Systemet invigdes 10 augusti. Vid starten bestod systemet av 300 cyklar och 20 stationer, men i slutet av sommaren hade dessa utökats till 500 cyklar och 40 stationer. Ett säsongskort kostade 100 kronor, och ett tredagarsabonnemang 10 kronor.

### 2011
Säsongen pågick mellan 1 april och 31 oktober, och antalet cyklar ökade till 700. Priset för ett säsongskort låg på 250 kronor. Mellan 1 april och 30 juni hade 1 087 personer tecknat säsongsabonnemang och 6 960 köpt tredagarskort.

### 2012
Från och med 2012 kan användare koppla sitt Västtrafikkort till sitt Styr & ställ-konto, något som gör att kunderna slipper ha ett extra kort. Vid införandet av denna funktion var inte Västtrafik informerade, men Styr & Ställsystemet använder bara Västtrafikkortets kortnummer och är inte integrerat med Västtrafiks system.
Under året registrerades över 202 000 uthyrningar och 18 000 abonnenter. Antalet uthyrningar sedan starten 2010 passerade en halv miljon. Jimmy Forsberg blev den privatperson som genomförde den 500 000:e uthyrningen, och  tilldelades ett livslångt abonnemang vid en presskonferens utanför kommunhuset i Göteborg. Abonnemanget delades ut av kommunstyrelsens ordförande, Anneli Hulthén (S).

### 2013
Säsongen förlängdes och började redan 1 mars och sträckte sig ända till 30 november. Priset på årsabonnemanget halverades till 125 kronor, antalet cyklar ökades till 1 000 och antalet stationer till 60.

### 2014
Även 2014 började säsongen 1 mars, men slutade inte förrän 31 december. Priset sänktes ännu en gång, och ett säsongskort kostade istället 75 kronor.

### 2015-2020
Under 2015 åläggs Trafikkontoret i Göteborg att förbereda arbetet inför nästa lånecykelsystem, och det genomförs en utredning om hur det efterföljande systemet bör se ut avseende bland annat dess syfte och omfattning inför upphandling av systemets efterträdare. En rapport släpps under mars 2018. Nextbike vinner upphandlingen senare samma år, och under 2019 presenteras de nya cyklarna.
Den 28 februari 2020 löper avtalet med JCDecaux ut och det efterföljande systemet av Nextbike börjar tas i drift från den 10 juni 2020. Samtidigt höjs priset på ett årskort till 300 kr.

### 2022
Den 18 oktober slås företaget som driver Styr & ställ, Nextbike, ihop med Tier Mobility.